# تمرد الويسكي

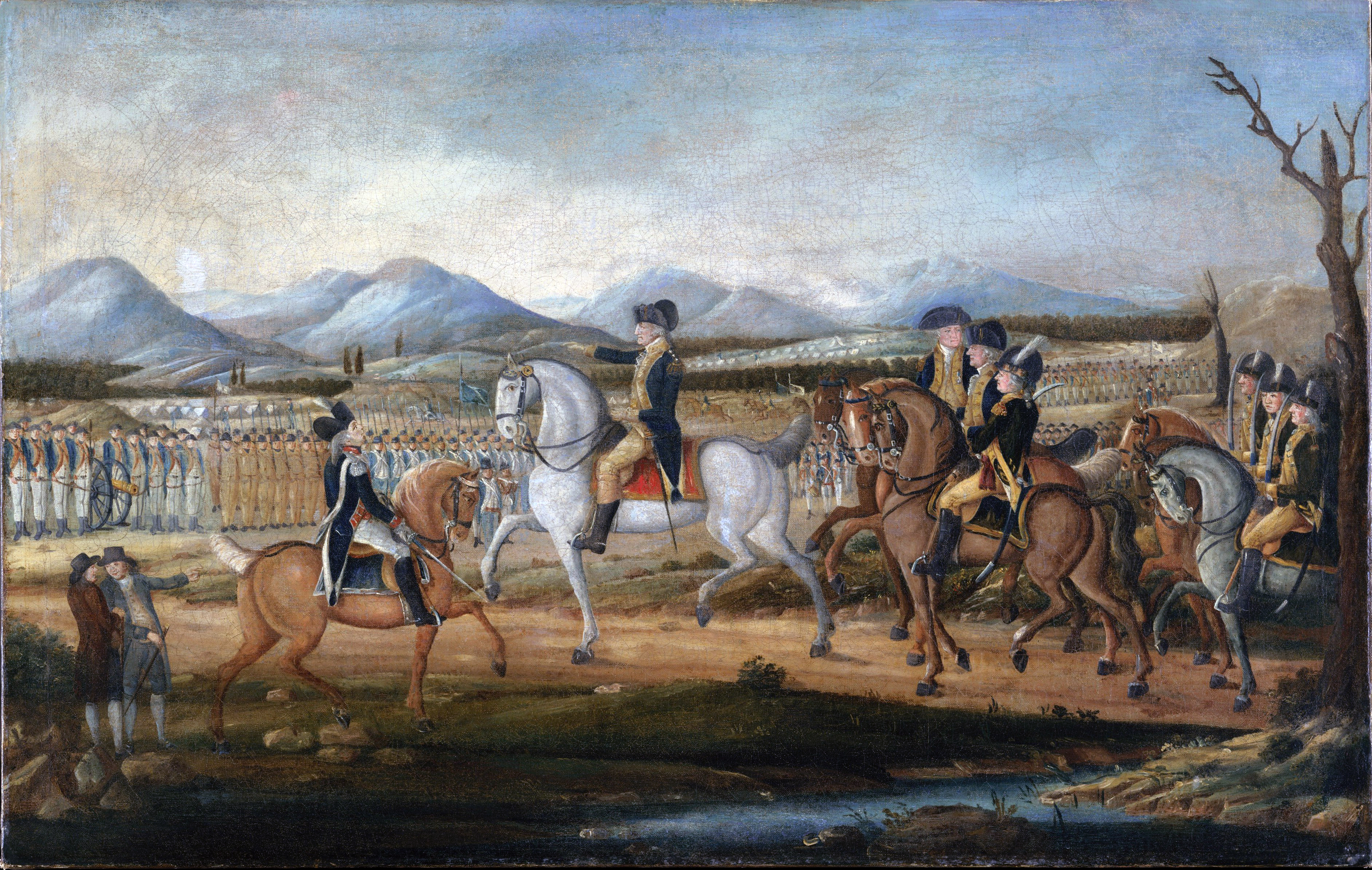
جورج واشنطن يقود قوة لردع التمرد

تمرد الويسكي (المعروف أيضا باسم عصيان الويسكي) هو احتجاج على الضرائب حدث في الولايات المتحدة ابتداء من عام 1791 خلال رئاسة جورج واشنطن. وكانت «ضريبة الويسكي» أول ضريبة تفرض على المنتج المحلي من قبل الحكومة الاتحادية التي تشكلت حديثا. أصبحت الضريبة قانونا في عام 1791، وكانت تهدف لجمع الإيرادات لدفع ديون الحرب التي تكبدتها خلال حرب الاستقلال. طُبقت الضريبة على جميع المشروبات الروحية المقطرة، ولكن الويسكي الأمريكي كان هو المشروب المقطر الأكثر شعبية في البلاد في القرن الثامن عشر، وبالتالي أصبحت هذه المكوس تعرف باسم «ضريبة الويسكي». اعتاد المزارعون في الحدود الغربية على تقطير الفائض من الجاودار والشعير والقمح والذرة أو مخاليط الحبوب المخمرة لإنتاج الويسكي. وقد قاوم هؤلاء المزارعون تلك الضريبة. وكان الويسكي يستخدم أحيانا في هذه المناطق وسيلة للتبادل. وكان أغلب المقاتلين من قدامى المحاربين رأوا أنهم يقاتلون من أجل مبادئ الثورة الأمريكية، ولا سيما ضد الضرائب دون تمثيل محلي، في حين أكدت الحكومة الاتحادية أن الضرائب هي تعبير قانوني عن سلطة الضرائب في الكونغرس.
استخدم المتظاهرون في جميع أنحاء مقاطعات بنسلفانيا الغربية العنف والترهيب لمنع المسؤولين الاتحاديين من تحصيل الضريبة. وصلت المقاومة إلى ذروتها في يوليو 1794، عندما وصل المارشالات الأميركيون إلى المنطقة لتقديم الأوامر القضائية لمقطري الكحول الذين لم يدفعوا المكوس. وهاجم أكثر من 500 رجل مسلح المنزل المحصن الخاص بالمفتش الضريبي والجنرال جون نيفيل. جاء رد واشنطن بإرسال مفوضي السلام إلى غرب بنسلفانيا للتفاوض مع المتمردين بينما دعا حكتم الولايات في الوقت نفسه إلى إرسال قوات ميليشيا لفرض الضريبة. انطلق واشنطن بنفسه على رأس جيش لقمع التمرد مع 13,000 من رجال الميليشيات الذين قدمهم حكام فيرجينيا وماريلاند ونيوجيرسي وبنسلفانيا. وقد عاد المتمردون إلى منازلهم قبل وصول الجيش، ولم تكن هناك مواجهات. وألقي القبض على نحو 20 رجلا، ولكن تمت تبرئتهم أو العفو عنهم جميعا. وجد أنه من المستحيل فرض الضرائب على معظم المقطرين في كنتاكي القريبة، وأدين أكثر من 175 مقطر من كنتاكي في السنوات الست المقبلة بانتهاك قانون الضرائب. تم تسجيل العديد من الأمثلة على المقاومة في وثائق المحكمة وسجلات الصحف.
وأظهر تمرد الويسكي أن الحكومة الوطنية الجديدة لديها الإرادة والقدرة على قمع المقاومة العنيفة لقوانينها، رغم أن المكوس على الويسكي ظلت صعبة الجمع. ساهمت هذه الأحداث في تشكيل الأحزاب السياسية في الولايات المتحدة، وهي عملية كانت جارية بالفعل. تم إلغاء ضريبة الويسكي في أوائل القرن التاسع عشر خلال إدارة جيفرسون.

## ضريبة الويسكي

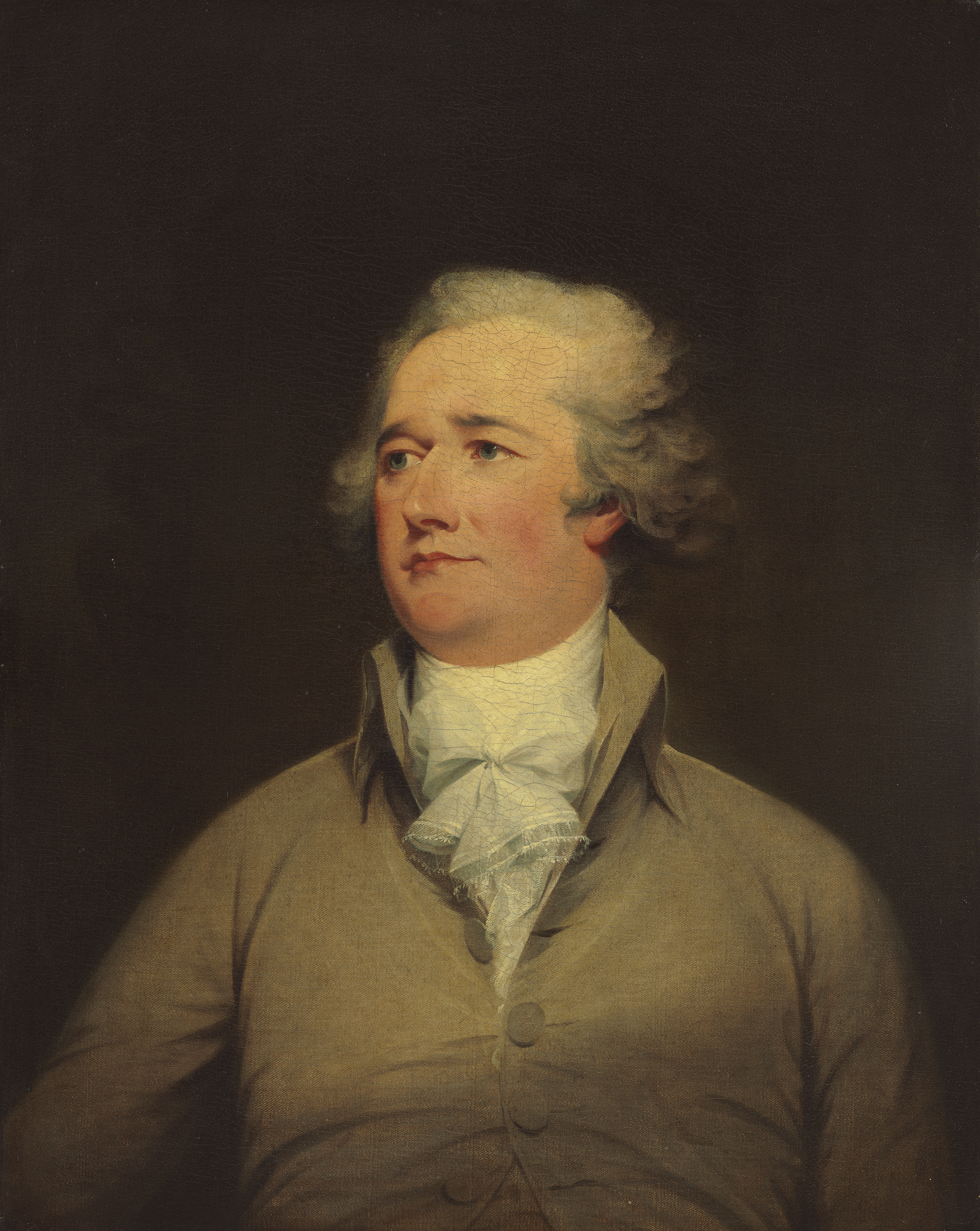
ألكسندر هاميلتون

بدأت حكومة فدرالية أمريكية جديدة بالعمل في عام 1789، بعد إقرار دستور الولايات المتحدة. كانت الحكومة المركزية السابقة غير قادرة على جباية الضرائب بموجب وثائق الكونفدرالية، وكانت قد اقترضت المال لتغطية النفقات وتمويل الحرب الثورية مراكمةً 54 مليون دولار من الديون. وكانت حكومات الولايات المتحدة قد راكمت 25 مليون دولار إضافية من الديون. سعى وزير الخزانة أليكساندر هاميلتون إلى استخدام هذا الدين لإنشاء نظام مالي يعزز الازدهار الأمريكي والوحدة الوطنية. في تقريره حول الائتمان العام، ألح الكونغرس على دمج ديون الدولة والدين الوطني في دين واحد يموَّل من قبل الحكومة الفدرالية. وافق الكونغرس على هذه الإجراءات في يونيو ويوليو من عام 1790.
كان ثمة حاجة إلى مصدر للإيرادات الحكومية لدفع المبلغ المحترم بسبب حَمَلة السندات السابقين الذين كان الدين مستحقًا لهم. بحلول ديسمبر من عام 1790، رأى هاميلتون أن رسوم الاستيراد، التي كانت المصدر الرئيسي للدخل الحكومي، قد رُفعت إلى أعلى مستوى ممكن. ولذلك شَجّع على تمرير ضريبة غير مباشرة على المشروبات الروحية المقطرة المنتَجة محليًا. كانت هذه أول ضريبة تفرضها الحكومة الوطنية على المنتج المحلي. كانت تكاليف النقل لكل غالون أعلى بالنسبة للمزارعين الذين أُبعدوا عن المراكز الحضرية الشرقية، لذلك انخفض ربح الغالون بشكل غير متناسب بسبب ضريبة كل غالون على تقطير الكحول المحلي مثل الويسكي. باتت الضريبة غير المباشرة تُعرف ب«ضريبة الويسكي». كانت الضرائب لا تحظى بشعبية سياسيًا، وكان هاميلتون يرى أن ضريبة الويسكي كانت ضريبة رفاهية وأنها ستكون الضريبة الأقل إثارة للاستهجان التي يمكن أن تفرضها الحكومة. وحصل في هذا على دعم بعض الإصلاحيين الاجتماعيين، الذين كانوا يأملون أن «ضريبة الخطيئة» سترفع من مستوى الوعي العام حول الآثار الضارة للكحول. أصبح مرسوم ضريبة الويسكي، الذي عُرف أحيانًا ب«مرسوم الويسكي»، قانونًا في مارس من عام 1791. حَدد جورج واشنطن مناطق الإيرادات، وعيّن مشرفي ومفتشي الإيرادات وحدد رواتبهم في نوفمبر من عام 1791.

## المظالم الغربية
كان التعداد السكاني لبنسلفانيا الغربية يبلغ 17 ألف نسمة في عام 1790. أثارت ضريبة الويسكي الجدال على الفور بين المزارعين في الإقليم، إذ جادل الكثير من الناس على الحدود بأنها استهدفت الغربيين بشكل غير عادل. كان الويسكي مشروبًا شائعًا، وكثيرًا ما ضاعف المزارعون دخولهم عبر تشغيل المقطرات الصغيرة. قطّر المزارعون الذين كانوا يعيشون غرب جبال الآلاباش حبوبهم الزائدة إلى ويسكي كان نقلها عبر الجبال أكثر سهولةً وربحية من الحبوب التي كان نقلها أكثر صعوبةً. وكانت ضريبة الويسكي ستجعل المزارعين الغربيين أقل قدرةً على منافسة منتجي الحبوب الشرقيين. بالإضافة إلى ذلك، كان هناك على الدوام نقص في النقد على الحدود، لذلك كان الويسكي أغلب الأحيان بمثابة وسيلة للتبادل. بالنسبة للناس الأكثر فقرًا الذين دُفع لهم بالويسكي، كانت الضريبة في الأساس ضريبة دخل لم يدفعها الشرقيون الأغنياء.
احتج المزارعون الصغار أيضًا أن ضريبة هاميلتون منحت فعليًا إعفاءاتٍ ضريبية غير عادلة للمقطرات الكبيرة التي كان مقر معظمها يقع في الشرق. كان هناك طريقتين لدفع ضريبة الويسكي: دفع رسم شامل أو دفعه بالجالون. أنتجت المقطرات الكبيرة الويسكي بأحجام كبيرة وبذلك كانت قادرةً على تحمل تكاليف الرسوم الشاملة. وكلما ازدادت كفاءتها، انخفضت الضرائب التي كان أصحابها يدفعونها مقابل الغالون (كانت تصل حتى 6 سنتات فقط، وفقًا لهاميلتون). لم يشغّل المزارعون الغربيون المقطرات التي كانوا يمتلكونها على مدار العام بكامل طاقتها الإنتاجية، فانتهى بهم الأمر بدفع  ضريبة أعلى للغالون (9 سنتات)، ما جعلهم أقل قدرةً على المنافسة.